# Лука Иванушец
Лука Иванушец (Вараждин, 26. новембар 1998) је хрватски фудбалер који тренутно наступа за Фајенорд. Игра на позицији офанзивног везног играча.

## Успеси
Динамо Загреб
- Прва лига Хрватске (4) : 2019/20,[6] 2020/21,[7] 2021/22,[8] 2022/23.[9]
- Куп Хрватске (1) : 2020/21.[10]
- Суперкуп Хрватске  (2) : 2022,[11] 2023.[12]

 Фајенорд
- Куп Холандије (1) : 2023/24.[13]

 Хрватска
- Лига нација:  2022/23.[14]

Појединачни
- Идеални тим Европског првенства до 21 године: 2021.[15]